# Samsung Galaxy Beam
Il Samsung I8530 Galaxy Beam è uno smartphone Android prodotto da Samsung e messo in vendita da luglio 2012.
È stato il secondo smartphone venduto al mondo con proiettore integrato, dopo il Samsung Anycall Show presentato al CES 2009 di Las Vegas.

## Caratteristiche tecniche

### Design ed hardware
Il Galaxy Beam è uno smartphone con la custodia posteriore removibile in policarbonato, dando accesso alla batteria agli ioni di litio removibile da 2000 mAh. Ha un chipset NovaThor U8500, con processore dual-core Cortex-A9 con frequenza di clock di 1,0 GHz e GPU Mali 400, 768 MB di memoria RAM e 8 GB di memoria interna espandibili con microSD fino a 32 GB.  Lo schermo è un touchscreen capacitivo TFT da 4 pollici con risoluzione di 480*800 pixel e 233 ppi, multitouch e con 16 milioni di colori. La fotocamera posteriore è una 5 megapixel con autofocus, flash LED e riproduzione video massima 720p@30fps, mentre quella anteriore è una 1,3 megapixel.
La connettività è 2G GSM, 3G HSDPA, Wi-Fi 802.11 b/g/n con DLNA ed hotspot, Bluetooth 3.0 con A2DP, GPS con A-GPS, radio FM stereo e porta microUSB 2.0.
La scheda tecnica corrisponde quindi a quella del Galaxy S Advance, ma con l'aggiunta di un proiettore posto sul lato alto del dispositivo e con uno schermo differente. Il proiettore è un DLP a 15 Lumen con larghezza d'immagine di 50 pollici a 2 metri di distanza a risoluzione 640*360 (nHD). La batteria dovrebbe consentire l'uso per 3 ore del proiettore.

### Software
Il Samsung Galaxy Beam è venduto con Android 2.3.6 Gingerbread con TouchWiz UI 4.0.